# Delphinium platyonychinum
Delphinium platyonychinum är en ranunkelväxtart som beskrevs av Wen Tsai Wang. Delphinium platyonychinum ingår i släktet storriddarsporrar, och familjen ranunkelväxter. Inga underarter finns listade i Catalogue of Life.